# باروق (سردابة)
باروق (بالفارسية: باروق) هي منطقة سكنية تقع في إيران في قسم سردابة الريفي. يقدر عدد سكانها بـ 1,065 نسمة .